# リヴァン・ヌルムルキ
リヴァン・ヌルムルキ（Rivan Nurmulki、1995年7月16日 - ）は、インドネシアの男子バレーボール選手である。

## 来歴
インドネシア出身。高校のときにバレーボールをしてみて楽しく思ったのをきっかけにバレーボールを始める。
2015年、インドネシアU-23代表としてアジアU-23選手権に出場した。
2017年、インドネシア代表として母国開催の2017年アジア選手権に出場。準々決勝でイランから金星を挙げるなどチームのベスト4に貢献し自身もベストオポジットを受賞した。
2020年、VC長野トライデンツに入団した。
2022年、2021/22シーズン終了をもってVC長野を退団した。
2024年、SVリーグ所属のウルフドッグス名古屋にアジア枠として加入。2025年5月に退団が発表された。

## エピソード
- VC長野時代はインドネシア語通訳がおらず、取材には片言の英語とポケトークで対応していた[9][10]。2024-25シーズンクォーターファイナル第1戦でPOMインタビューを受けた際はインドネシア赴任経験のある社長の横井俊広が通訳を務めた。

## 球歴
- インドネシア代表
  - アジア選手権 - 2017年
- インドネシアU23代表
  - アジアU-23選手権 - 2015年

## 受賞歴
- 2017年 - アジア選手権 ベストオポジット

## 所属チーム
- スラバヤ・バヤンカラ・サマトール (id) （2013-2020年）
  -  ナコンラチャシマ (th) （2018-2019年）
- VC長野トライデンツ （2020-2022年）
- スラバヤ・バヤンカラ・サマトール（2022-2023年）
- Jakarta STIN BIN（2023-2024年）
- ウルフドッグス名古屋（2024-2025年）